# Über kurz oder lang (Film)
Über kurz oder lang (Originaltitel: Blow Dry) ist eine US-amerikanische Filmkomödie des Regisseurs Paddy Breathnach aus dem Jahr 2001.

## Handlung
Die Rahmenhandlung beschreibt die Zustände bei Friseurwettkämpfen, die hier in einer etwas verschlafenen englischen Stadt namens Keighley angesiedelt sind.
Alan Rickman ist der grummelige Phil Allen, der Friseur mit dem kleinen Laden um die Ecke, der eigentlich einmal ein ganz Großer seiner Zunft war. Bis ihn seine Frau Shelley verließ, um mit dem lesbischen Frisuren-Modell Sandra zu leben und einen eigenen Salon zu führen. Der gemeinsame Sohn Brian blieb bei seinem zutiefst frustrierten Vater.
Das Schicksal nimmt seinen Lauf: Phil kommt weder umhin, sich endlich mit seiner Vergangenheit auseinanderzusetzen, noch gelingt es ihm, der Teilnahme am Wettbewerb zu entkommen. Was seinem alten Widersacher Raymond Robertson den Verlust der Meisterschaft einbringt. Zwischen Christina, der Tochter seines Erzrivalen, und Phils Sohn entwickelt sich eine zarte Liebesbeziehung.

## Hintergrund
Auf Alan Rickmans Vorschlag hin wurde eine Friseurmeisterin, die für die Crew als Beraterin arbeitete, als Jurorin im Film eingesetzt.

## Synchronisation
Die Synchronisation übernahm die FFS Film- & Fernseh-Synchron GmbH in Berlin. Die Dialogregie und das Dialogbuch stammen von Beate Klöckner.
| Rolle               | Schauspieler       | Deutscher Sprecher  |
| ------------------- | ------------------ | ------------------- |
| Phil Allen          | Alan Rickman       | Thomas Rauscher     |
| Shelley Allen       | Natasha Richardson | Anke Reitzenstein   |
| Sandra              | Rachel Griffiths   | Katrin Zimmermann   |
| Ray Robertson       | Bill Nighy         | Peter Fricke        |
| Louis               | Hugh Bonneville    | Andreas Arnstedt    |
| Christina Robertson | Rachael Leigh Cook | Anke Kortemeier     |
| Brian Allen         | Josh Hartnett      | Marc Oliver Schulze |
| Tony                | Warren Clarke      | Thomas Fritsch      |
| Jasmine             | Heidi Klum         | Veronika Neugebauer |

## Kritik
„Melodramatisch durchwirkte Komödie, die leise und grelle Töne nahtlos miteinander zu verbinden versteht und einen reizvollen 80er-Jahre-Glamour verbreitet. Stellenweise entsteht der Eindruck, dass zu viele Geschichten auf einmal erzählt werden sollten, doch die geschickte Konstruktion rettet den Film vor solchen Untiefen.“